# Ferdinand Heising
Ferdinand Heising (* 12. Dezember 1859 in Rheda; † 24. Dezember 1914 in St. Moritz, Schweiz) war ein deutscher Landrat im Landkreis Cochem.

## Leben
Ferdinand Heising war der Sohn eines Amtsgerichtsrats, der nach Beendigung seiner schulischen Laufbahn in Leipzig, Freiburg und Bonn Rechtswissenschaften studierte. Nach Erlangung seines ersten juristischen Staatsexamens beendete er ab 1884 noch den praktischen Teil seiner Ausbildung als Gerichtsreferendar, um im Anschluss daran seine ersten Anstellungen ab 1886 als Regierungsreferendar erst in Münster und dann in Königsberg anzunehmen. 1889 wechselte er als Regierungsassessor zunächst nach Stade, 1894 nach Aachen, bevor er ab April bis Oktober 1894 zum kommissarischen Landrat im Landkreis Cochem berufen wurde. Seine letzte bekannte Wirkungsstätte war die Position als Regierungsrat in Münster, wo er während der Ausübung seines Dienstes an Heiligabend im Jahre 1914 verstarb.